# Río Alpartir
El río Alpartir o Tiernas es un río del municipio español de del mismo nombre, en la provincia de Zaragoza. El Alpartir vierte sus aguas al río Jalón, y este en el río Ebro, que desemboca en el mar Mediterráneo.

## Toponimia
Se trata de un étimo latino (pratellu) que fue adaptado al árabe (al-partir).

## Curso
Nace en el collado de Luquetes, en la sierra de Algairén. En su descenso por el valle, pasa junto a las minas de Alpartir, y a continuación por la localidad homónima. Finalmente llega al llano en las inmediaciones de La Almunia, filtrándose su caudal por los campos. En épocas de crecidas llega al cauce del Jalón.